# ۱ نوامبر
۱ نوامبر در تقویم گرگوری، سیصد و پنجمین (در سال‌های کبیسه سیصد و ششمین) روز سال است. ۶۰ روز تا پایان سال باقی است.

## رویدادها
- روز جهانی وگن
- تأسیس باشگاه فوتبال یوونتوس

## زادروزها
- ۱۸۹۸ – آرتور لگات، رانندهٔ مسابقات اتومبیل‌رانی اهل بلژیک (د. ۱۹۶۰)
- ۱۹۴۴ – رفیق حریری، فعال اقتصادی و نخست‌وزیر لبنان (د. ۲۰۰۵)
- ۱۹۴۹ – سلیمان الیاسین، بازیگر کویتی.[۱]
- ۱۹۶۰ – تیم کوک، بازرگان و مهندس اهل آمریکا، مدیر عامل کنونی شرکت اپل
- ۱۹۷۳ - آیشواریا رای، بازیگر هندی

## مرگ‌ها
- ۱۲۵۸ - بهاءالدین زهیر، شاعر عربی مصری.